# かとり農業協同組合
かとり農業協同組合（かとりのうぎょうきょうどうくみあい、JAかとり、かとり農協）は、千葉県香取市に本店を置く農業協同組合。
現在の成田市の一部である大栄町と下総町は旧香取郡であったため、下総支店、大栄支店がJA成田市に編入されず現在に至っている。
正組合員1万4589人、准組合員5067人、販売品取扱高約156億円、購買品供給高約67億円、長期共済保障保有高約4959億円、貯金残高約1443億円、貸出金残高約149億円（2020年1月に合併した3農協の2018年末時点合計）。

## 沿革
- 2001年（平成13年） - 5つの農協（香取西部農業協同組合、小見川町農業協同組合、千葉山田町農業協同組合、東庄町農業協同組合、栗源町農業協同組合）が合併し、かとり農業協同組合が発足。
- 2020年（令和2年） - 佐原農業協同組合及び多古町農業協同組合を合併[1]。

## 店舗
- 本店　〒289-0402 千葉県香取市小見1098-1
- 下総支店　〒289-0108 千葉県成田市高岡1198-4
- 神崎支店　〒289-0202 千葉県香取郡神崎町郡1017-1
- 大栄支店　〒287-0204 千葉県成田市伊能250
- 小見川支店　〒289-0313 千葉県香取市小見川884
- 山田支店　〒289-0411 千葉県香取市府馬2997-1
- 東庄支店　〒289-0601 千葉県香取郡東庄町笹川い554
- 栗源支店　〒287-0102 千葉県香取市岩部1199
- 佐原支店　〒287-0003 千葉県香取市佐原イ4149
- 多古支店　〒289-2241 千葉県香取郡多古町多古1456-1
- 西部営農経済センター　〒287-0225 千葉県成田市吉岡551-1
- 下総神崎経済センター　〒289-0108 千葉県成田市高岡1198-4
- 栗源経済センター　〒287-0102 千葉県香取市岩部1199
- 東部営農経済センター　〒289-0411 千葉県香取市府馬4086-4
- 小見川経済センター　〒289-0314 千葉県香取市野田桟敷田499
- 東庄経済センター　〒289-0624 千葉県香取郡東庄町小南55

## 脚註
1. 1 2  「佐原、多古町と合併し新体制 千葉・JAかとり」『日本農業新聞』2020年1月8日（5面）